# Muzyka akustyczna

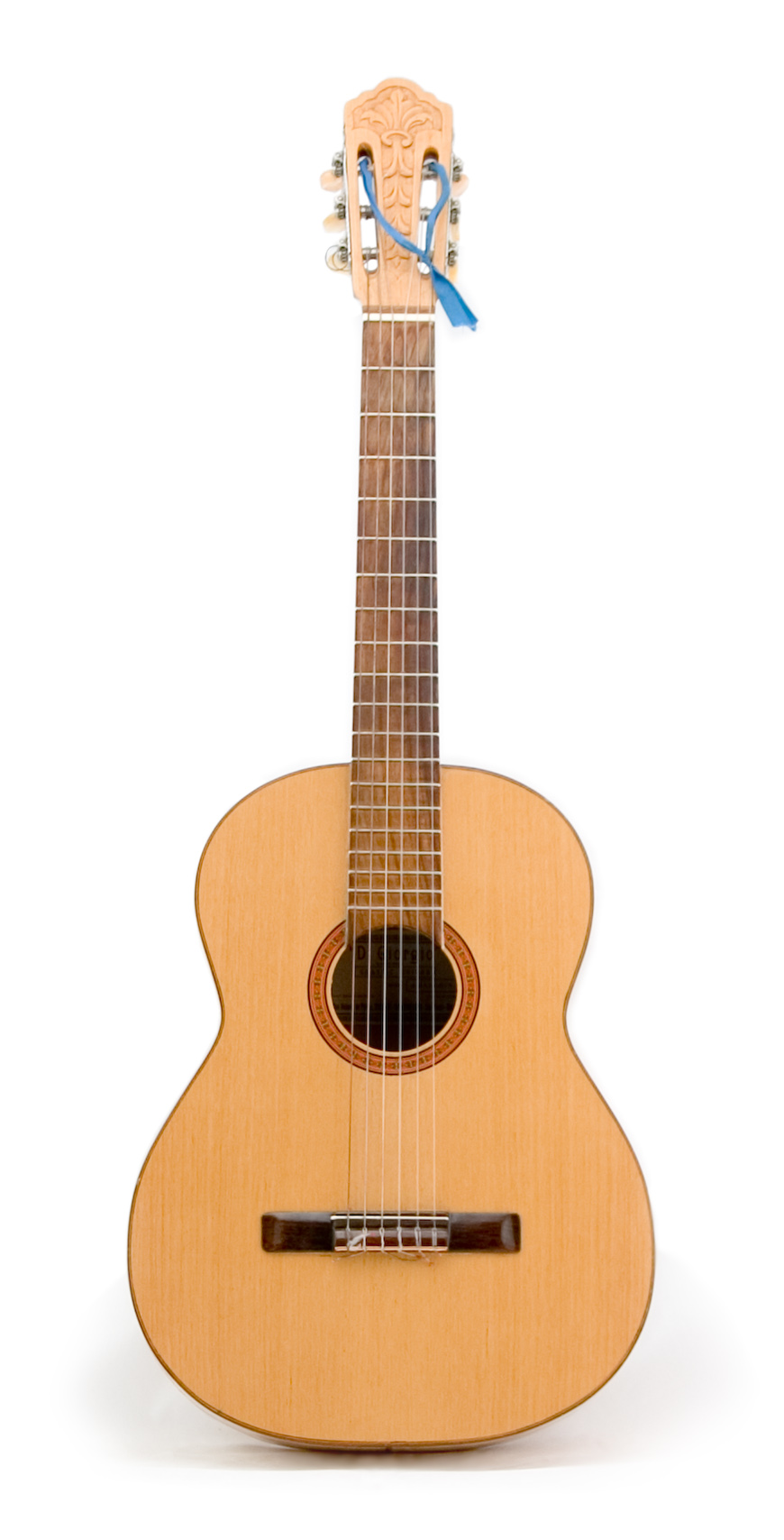
Gitara klasyczna – klasyczny instrument wykorzystywany w muzyce akustycznej

Muzyka akustyczna – muzyka, którą wykonuje się przy użyciu instrumentów akustycznych, tj. takich które wytwarzają dźwięk przy użyciu wibratora, a nie poprzez syntezę elektroniczną. Podczas koncertów akustycznych zazwyczaj używa się wzmacniaczy elektroakustycznych dźwięku w celu osiągnięcia właściwego nagłośnienia sali, jednakże pozostają one odseparowane od instrumentu i ich funkcją pozostaje jedynie właściwe nagłośnienie jego naturalnego brzmienia. Natomiast instrumenty elektroniczne zamienione zostają przez ich klasyczne odpowiedniki, np. gitary elektryczne przez gitary akustyczne, syntezatory przez fortepian, itd. Dodatkowo wykonawcy często wzbogacają brzmienie ludowymi instrumentami tradycyjnymi (np. harmonijka ustna).
Przykłady instrumentów wykorzystywanych w muzyce akustycznej to fortepian, gitara akustyczna, bęben, akordeon, chordofony, instrumenty dęte. Ten styl muzyczny jest często wykorzystywany w muzyce bluegrass i folk. Także muzycy na co dzień korzystający z instrumentów elektronicznych często nagrywają akustyczne wersje swoich przebojów (np. podczas serii koncertów MTV Unplugged).